# Автошлях E21
Європейський маршрут Е21 — європейський автомобільний маршрут категорії А, що з'єднує Мец (Франція) на заході і Женеву (Швейцарія) на сході. Довжина маршруту — 458 км.
Маршрут Е21 проходить через міста Нансі та Діжон.
Е21 пов'язаний з маршрутами
|  | - E25 - E50 - E23 |  | - E17 - E60 - E15 |  | - E607 - E62 |

## Фотографії

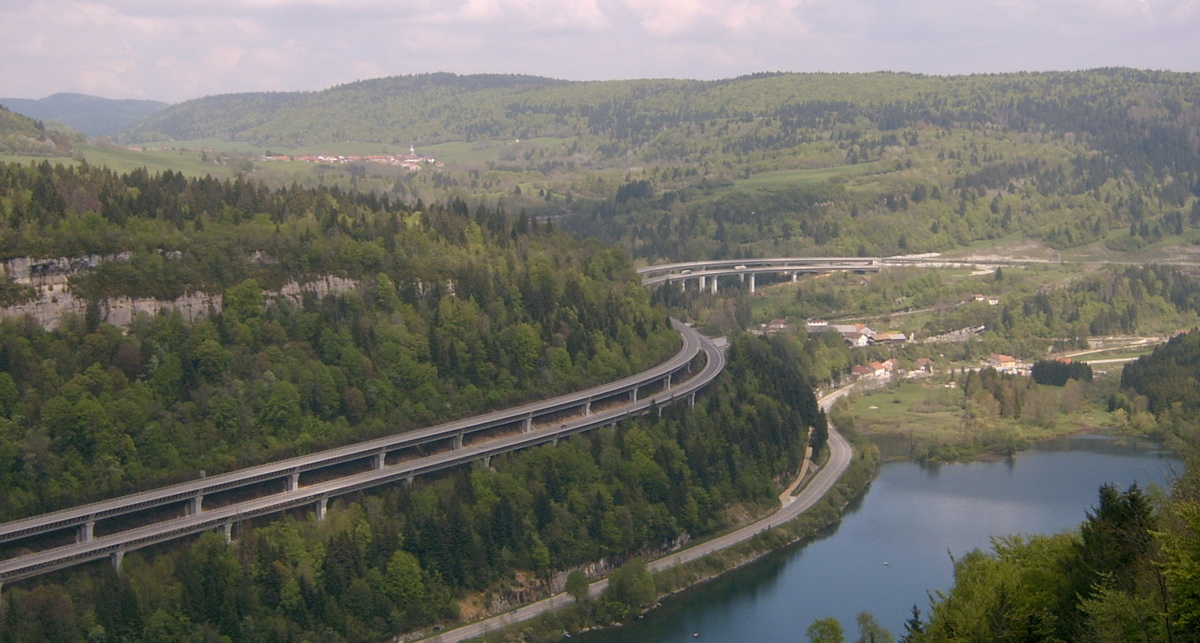
Е21 в  Швейцарії
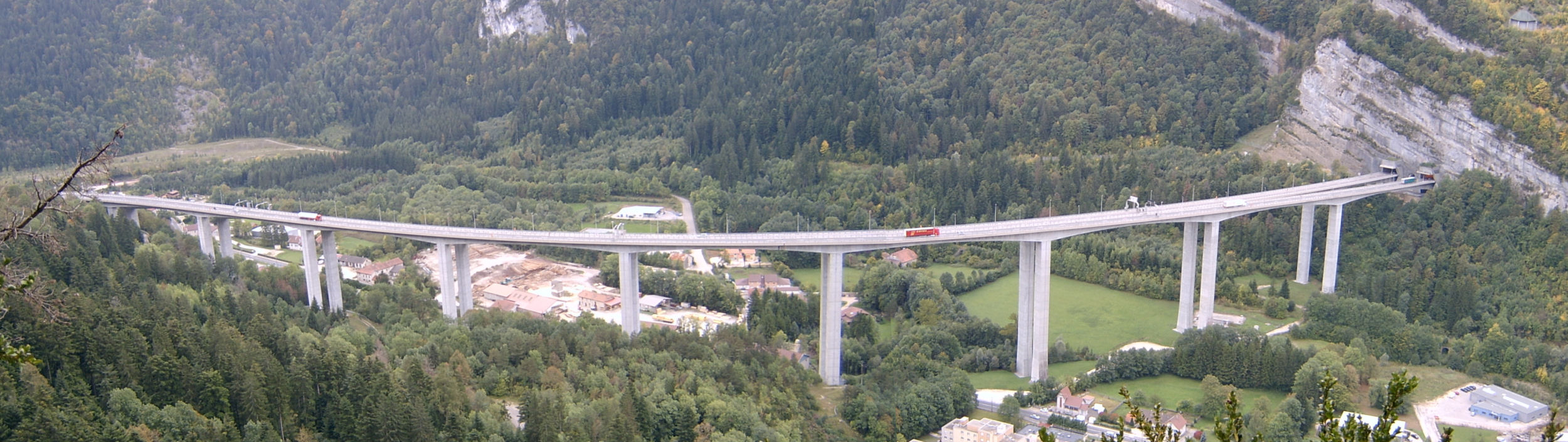
Е21 в  Швейцарії
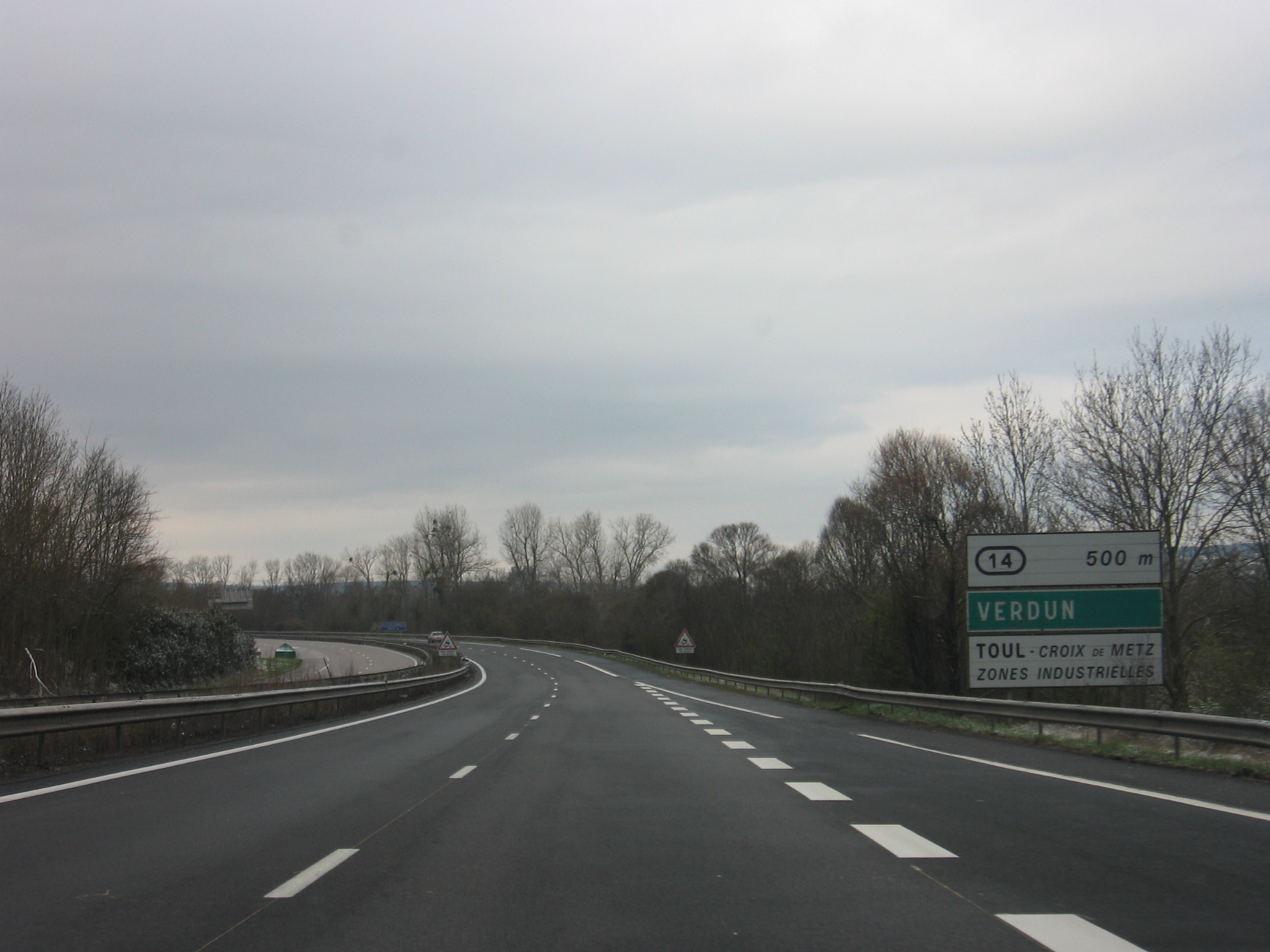
Е21 близько Нансі

## Див. Також
- Список європейських автомобільних маршрутів
- Автомагістралі Франції